# Johann Karl Sigmund Kiefhaber
Johann Karl Sigmund Kiefhaber (* 24. April 1762 in Nürnberg; † 6. März 1837 in München) war ein deutscher Beamter und Historiker.

## Leben
Johann Karl Sigmund Kiefhaber wurde als Sohn des Johann Konrad Kiefhaber (* unbekannt; † 14. April 1790), Gegenschreiber der, zur Zeit der Reformation, säkularisierten Reichsstadt-Nürnbergischen Klosterämter St. Klara und Pillenreuth und dessen Ehefrau Susanna Barbara, geb. Kiefhaber, geboren.
Er erhielt seinen Unterricht anfangs durch die Hauslehrer Johann Tischberger (1715–1793), Kramer und Stockburger und besuchte von 1773 bis 1779 die drei obersten Klassen des Gymnasiums Nürnberg bei den Lehrern Oltmann, Johann Paul Sattler (1747–1804) und Schenk. Anschließend hörte er für anderthalb Jahre die öffentlichen Vorlesungen der Professoren Johann Sigmund Mörl (1710–1791), Johann Albrecht Vogel (1705–1785), Bernhard Jakob Degen (1717–1781), Georg Friedrich Kordenbusch von Buschenau und Martin Frobenius Ledermüller (1719–1769) am Nürnberger egidianischen Auditorium (Lyzeum) und erhielt zusätzlich noch Privatunterricht durch Johann Eberhard Ihle im Zeichnen, Johann Aegidius Eichhorn (1724–1787) in Mathematik, Wilhelm Leonhard Maltherr in Geometrie und Johann Karl Chapuset (1694–1770) in der französischen Sprache; von seinem Vater wurde er in dieser Zeit in Amtierungsgeschäften angeleitet.
Am 27. Oktober 1780 kam er zur Universität Altdorf und absolvierte bis zum 22. September 1783 ein Studium der Rechtswissenschaften sowie ein Studium der Literatur, Geschichte und Diplomatie. Hierzu besuchte er unter anderem die Vorlesungen des Professor Georg Andreas Will, Wolfgang Jäger, Johann Andreas Michael Nagel sowie Johann Christian Siebenkees. Nach Beendigung des Studiums besuchte er verschiedene deutsche Universitäten in Würzburg, Mainz, Gießen, Marburg und Göttingen, um die Bekanntschaft mit den Gelehrten und Staatsmännern zu machen.
Nach seiner Rückkehr nach Nürnberg war er ein Jahr lang Praktikant seines Vaters und vom 26. Dezember 1784 bis 1790 Sekretär bei Stromer von Reichenbach in Nürnberg. Nach dem Tod seines Vaters erhielt er die dritte Amtsstelle bei den Klosterämtern St. Klara und Pillenreuth, die er bis 1803 bekleidete, bis ihm aufgrund einer Subdelegation (Delegation auf eine untergeordnete Behörde) die Einrichtung der Registratur beim Waldamt übertragen wurde, und er die provisorische Versetzung zur vogteilichen Gerichtsbarkeit der beiden Waldämter erhielt. Als waldamtlicher Lehensekretär ging er bei der am 15. September 1806 erfolgten Übergabe von der freien Reichsstadt Nürnberg an die königliche Krone Bayerns über. Von der königlichen Regierungsbehörde wurde er bis 1812 zu mehrfachen, größtenteils historischen diplomatischen Recherche-Geschäften eingesetzt. In dieser Zeit erhielt er 1809 die Stelle eines Sekretärs der königlich-bayerischen protestantischen theologischen und philologischen Prüfungskommission übertragen. In München wurde er beim neu gegründeten königlich bayerischen allgemeinen Reichsarchiv als erster Adjunkt ernannt und trat die Stelle am 14. Juni 1812 an.
1815 übertrug der König Maximilian I. Joseph die allgemeine Instruktion über alle Archive, unter oberster Leitung des Ministeriums der auswärtigen Angelegenheiten, einer Ministerialarchivkommission, in der Kiefhaber zum Assessor mit einer beratenden Stimme ernannt wurde. Am 1. Mai 1818 erhielt er den Titel eines Königlich Wirklichen Rates.
Am 18. Oktober 1822 erhielt Johann Karl Sigmund Kiefhaber von der philosophischen Fakultät der Universität Erlangen die Doktorwürde.
Am 1. Februar 1829 erfolgte seine Versetzung in den Ruhestand; er erhielt jedoch die Erlaubnis, an der Ludwig-Maximilians-Universität in München als Honorarprofessor in der philosophischen Fakultät historische und diplomatische Vorlesungen zu halten, so wie er zuvor schon in dem königlichen allgemeinen Reichsarchiv für Archivpraktikanten und Registraturgehilfen Vorlesungen hielt.
Johann Karl Sigmund Kiefhaber war in erster Ehe mit der zweiten Tochter des Rektors und Professor Leonhard Schenk (1724–1814) am egidischen Auditorium in Nürnberg verheiratet. Seine Ehefrau starb 1814, die Ehe blieb kinderlos. Seine zweite Ehefrau, eine Tochter des Revierförsters Späth aus Sachsbach starb 1829.

## Mitgliedschaften
- Am 7. Februar 1791 wurde er als ordentliches Mitglied in Nürnberg in den Pegnesischen Blumenorden aufgenommen.
- 1792 wurde er Mitstifter der Nürnberger Gesellschaft zur Beförderung vaterländischer Industrie, dort übernahm er im Laufe der Zeit die Lektor- und Sekretärstelle und übte vier Jahre lang das Amt des Direktors aus.
- 1805 wurde er von der kurfürstlich sächsischen Leipziger ökonmischen Gesellschaft als ausländisches Ehrenmitglied aufgenommen.
- Am 9. Dezember 1808 wurde er von der Allgemeinen kameralistisch-ökonomischen Sozietät in Erlangen zum ordentlichen Mitglied gewählt.[1]
- 1822 wurde er in die Gesellschaft für ältere deutsche Geschichtskunde zur Beförderung einer Gesamtausgabe der Quellschriften deutscher Geschichte des Mittelalters in Frankfurt am Main aufgenommen.
- Am 1. April 1828 wurde er von dem herzoglich nassauischen Verein für nassauische Altertumskunde und Geschichtsforschung zum Ehrenmitglied ernannt.

## Schriften (Auswahl)
- Ueber den Ursprung der Gewohnheit einander am Neuenjahr Geschenke mitzutheilen. Ein Versuch bei dem Wechsel des Jahrs. Altdorf 1783.
- Chronologisches Verzeichnis derjenigen Herren von Stromer, welche seit dem dreyzehnten Jahrhundert in der Reichsstadt Nürnberg bis auf gegenwärtige Zeit zu Rath giengen. Nürnberg am 11. April 1787, (Google Books).
- Denkmal der Freundschaft bei dem frühen Grabe Wolfgang Paul Tischbergers, Schreib- u. Rechenmeisters in Nürnberg, den 10. December 1788.
- Der Beilagen der Materialien zur Nürnberger Geschichte. 1. Sammlung (Nr. I. bis XII.; IV. Band) 1793. 2. Sammlung. (Nr. XIII-XIV). 1794.
- Dem Andenken Kaiser Leopolds II. geheiligt, am Tage seiner Todesfeier in Nürnberg samt beigefügter Beschreibung. Nürnberg 1792.
- Historisch chronologisches Verzeichnß, der seit dem Anfang dieses Jahrhunderts bis jetzt in der Reichsstadt Nürnberg und deren Gebiet herrschend gewesenen Epidemien unter den Menschen und Thieren. Nürnberg 1796. (Digitalisat)
- Uebersicht von den Veränderungen, welche sich seit 50 Jahren bei den hiesigen Medicinalanstalten ereignet haben. Nürnberg 1796.
- Historisch-diplomatische  Beschreibung des Nürnberger Klostersiegel, als Versuch eines Beitrags zur deutschen Sphragistik. Mit 2 Kupfertafeln. Nürnberg 1797.
- Monatliche historisch- literarische- artistische. Anzeigen zur ältern und neuern Geschichte Nürnbergs. 6 Jahrgänge vom Jahr 1797–1802. Nürnberg.
- Leben und Verdienste Georg Andreas Will's, kaiserlicher Hof- u. Pfalzgrafen, der Weltweisheit Doktors und derselben ordentlichen öffentlichen Lehrers. Mit dem Bildniß des Verstorbenen. Nürnberg 1799.
- Fragmente aus der Geschichte des Patriziats in der freien Reichsstadt Nürnberg. Nürnberg 1799.
- Instruktion für die Besucdung der Willisch-Norischen Bibliothek. Nürnberg 1800.
- Repertorium der Nürnberger Geschichts- und Münzkunde. In einem Hauptregister über die Nürnberger Münzbelustigungen, dem noch ein kleines Nebenreg über die Sprüche oder Motti auf den beschriebenen und angeführten Münzen beigefügt wird, von dem Verfasser eben dieser Münzbelustigungen. Nach dessen Tode herausgegeben. Nürnberg 1800.
- Rede von dem Nützen und der zweckmäßigen Einrichtung einer öffentlichen Bibliothek für die besondere Landesgeschäfte; gehalten bei Eröffnung der Willisch-Norischen Bibliothek. Nürnberg 1800.
- Glückwünschungsschreiben an Herrn Georg Wilhelm Friedrich Löffelholz von Colberg, als derselbe mit Fräulein Elise König von Königsthal sich vermählte, von einem Freunde. Nürnberg, den 28. Mai 1800.
- Denkmahl der Freundschaft dem verewigten Herrn Karl Alexander Kiener, Rektor der Schule zu St. Sebald in Nürnberg und Mitglied des Pegnesischen Blumenordens daselbst im Namen der Gesellschaft. Nürnberg 1801.
- Register über die Verordnung der Vereinigung aller Stiftungs- u. wohlthätigen Armen- und Krankenanstalten, unter einer allgemeinen Direktion vom Jahr 1803.
- Nachrichten zur ältern und neuern Geschichte der freien Reichsstadt Nürnberg. Ein Beitrag zur Geschichte der Reichsstädte in Deutschland. 3 Bde. Nürnberg 1803–1807.
- Denkmal der Freundschaft des verewigten Herrn Adam Michael Spranger. Diakon an der Stadtkirche zu Herspruck, im Namen des Pegnesischen Blumenordens. Nürnberg 1806.
- Ordnung des Nürnberger Zeidelgerichts zu Feucht vom Jahr 1478. Ein Beitrag zu den deutschen Rechtsalterthümern. Nürnberg 1807.
- Nachricht von der 50jährigen Amtsjubelfeier des Herrn M. Leonhard Schenk, vormaligen Rektors und Professor an der ägidianischen Gymnasium in Nürnberg nebst der dabei gehaltenen Rede. Nürnberg 1809.
- Geist des Lehrplans für die Volksschule in Baiern zum gemeinnützigen Gebrauch für Volksschullehrer und Aufsichtsbehörden. Nürnberg 1812.
- Vollständiges Register über das Strafgesetzbuch für das Königreich Baiern. München 1813.
- Ueber das Todesjahr Kaiser Otto I. Nürnberg 1816.
- Bibliographische Nachrichten von Hanns Gerle, dem ältern, berühmten Lautenisten zu Nürnberg im 16. Jahrhundert. Nürnberg 1816.
- D. Martin Luthers Sendschreiben an Ludwig Senftl, herzoglich baierischer Hofmusikus in München. Nürnberg 1817.
- Entwurf einer Anleitung zur Registraturwissenschaft zum Gebrauch bei den Vorlesungen über dieselbe im königlichen allgemeinen Reichsarchiv in München. München im April 1823.
- Vorrede zur Regensburger Chronik, vierter und letzter Band – von Karl Theodor Gemeiner, königlich baierischer Landdirektionsrat und Archivar, mit einem bio- und bibliographischen Abrisse des verstorbenen Verfassers. Regensburg 1824.
- Grundlinien einer Anleitung zum Archivs- und Registraturwissen zum Gebrauch bei den Vorlesungen über dieselbe an der königlich baierischen Ludwigs-Maximilians-Universität in München. München 1827.
- Untersuchung der Frage: Ist denn die Diplomatik blos eine historische Hilfswissenschaft oder behauptet sie ihren Einfluß auch noch auf andere Wissenschaften? – Eine Antrittsrede gehalten im Sitzungssaale der königlich baierischen Akademie der Wissenschaften den 29. November 1826. Sulzbach 1827.
- Historisch -diplomatische Erörterung der Frage: Was ist von dem von Waldeckischen Erbtheilungsbrief vom Jahr 1170 als die älteste Privaturkunde in deutscher Sprache zu halten? Sulzbach 1827.
- Turnierbuch Herzogs Wilhelm IV. von Baiern von 1510–1545. Nach einem gleichzeitigen Manuskript der königlichen Bibliothek München treu im Steindruck nachgebildet von Theobald Klemens Senefelder mit Erklärung begleitet von Fr. v. Schlichtegroll. 1.–5. Heft München 1818–1824. 5.–8 Heft München 1827.
- Die Sprüche der sieben Weisen Griechenlands. Aufs Neue herausgegeben und mit einigen Anmerkungen und Erläuterungen begleitet. München und Nauplia 1833
- Er hat verschiedene Aufsätze in den Materialien zur Nürnberger Geschichte von Johann Christian Siebenkees geschrieben.
- Er fertigte das Register über die 6 Bände des Journals von und für Franken.
- Beiträge zu den vier Supplementbänden des Georg Andreas Will's Nürnbergisches Gelehrten-Lexicon.
- Beiträge zur Geschichte des Nürnbergischen Handels von Johann Ferdinand Roth.
- Beiträge zu Johann Christoph Martini: Historisch geographischen Beschreibung des Frauenklosters Engelthal. Nürnberg 1798.
- Beiträge zu Gerhard Adam Neuhofers jährlichem Taschenbuch Klio und Euterpe.
- Beiträge in dem jährlich in Nürnberg herausgekommenen Der Verkündiger.
- Beiträge in dem jährlich erschienenen Allgemeiner Kameral-, Polizei-, Oekonomie-, Forst-, Technologie- und Handelskorrespondent.
- Beiträge in dem Journal für Baiern und die angrenzenden Länder des Grafen Hans Adam von Reisach.
- Beiträge zum Archiv der Gesellschaft für die Geschichtskunde.
- Beiträge im  Allgemeiner Litterarischer Anzeiger.
- Beiträge in Allgemeine Literatur-Zeitung (Aufstellung).
- Rezensionen in der Leipziger Literaturzeitung.
- Einige Artikel in der von Johann Samuel Ersch und Johann Gottfried Gruber herausgegebenen Allgemeinen Encyclopädie der Wissenschaften und Künste.
- Einige Artikel im Anzeiger für Kunde des deutschen Mittelalters des Freiherrn Hans von und zu Aufseß (1832 und 1833).